# American International Pictures
American International Pictures (również jako: AIP lub American International Productions) – amerykańska wytwórnia filmowa z siedzibą w Beverly Hills, w stanie Kalifornia, działająca od 1954. Od 2022 należy do MGM Amazon Studios, podmiotu zależnego Amazon. 

## Historia

### Lata 50.
Firma została założona 2 kwietnia 1954 przez Jamesa H. Nicholsona, byłego menedżera sprzedaży w Realart Pictures Inc., oraz prawnika rozrywkowego Samuela Z. Arkoffa, początkowo pod nazwą American Releasing Corporation (ARC), w 1956 przemianowana na American International Pictures. Ich pierwszym projektem był brytyjski film dokumentalny z 1953, Operation Malaya. AIP specjalizowało się w produkcji niskobudżetowych filmów, które były często emitowane w ramach podwójnych pokazów w kinach.
Z czasem AIP stała się częścią Orion Pictures, a po jej przejęciu przez MGM w 2020, AIP zostało reaktywowane jako marka odpowiedzialna za wydawanie filmów przejętych przez MGM, zarówno w wersji cyfrowej, jak i kinowej. United Artists Releasing zajmowało się dystrybucją filmów w Ameryce Północnej aż do 2023, kiedy to kontrolę nad AIP przejęło Amazon MGM Studios.
Nicholson i Arkoff byli producentami wykonawczymi, natomiast Roger Corman i Alex Gordon pełnili rolę głównych producentów filmowych, a niekiedy również reżyserów. Do grona scenarzystów należeli również Ray Russell, Richard Matheson i Charles Beaumont. Za zdjęcia odpowiadał Floyd Crosby, znany z pracy nad egzotycznymi dokumentami oraz nagrodzonym Oscarem westernem W samo południe. Jego nowatorskie podejście do koloru, nietypowe obiektywy i nietuzinkowe kąty kamery nadały filmom AIP charakterystyczny styl. Wczesne filmy science fiction wytwórni wyróżniały się gumowymi kostiumami potworów i miniaturami autorstwa Paula Blaisdella. Muzykę do wielu produkcji AIP komponowali Les Baxter i Ronald Stein. 

Wytwórnia AIP produkowała filmy science fiction i horrory, zaczynając od Bestia o milionie oczu (1955). W tanich kinach w Stanach Zjednoczonych organizowano wtedy podwójne seanse, czyli pokazy kinowe składające się z filmów puszczanych jeden po drugim. Pierwszy podwójny seans AIP składał się z Dzień końca świata (1955) i The Phantom from 10,000 Leagues (1955). W kolejnych latach powstały takie produkcje SF jak It Conquered the World (1956), The She Creature (1956), The Undead (1957) czy Voodoo Woman (1957), opowiadający o szalonym naukowcu łączącym voodoo z biochemią, by stworzyć niezniszczalnego potwora. Na liście znalazły się także Byłem nastoletnim wilkołakiem (1957) oraz Inwazja kosmitów (1957).

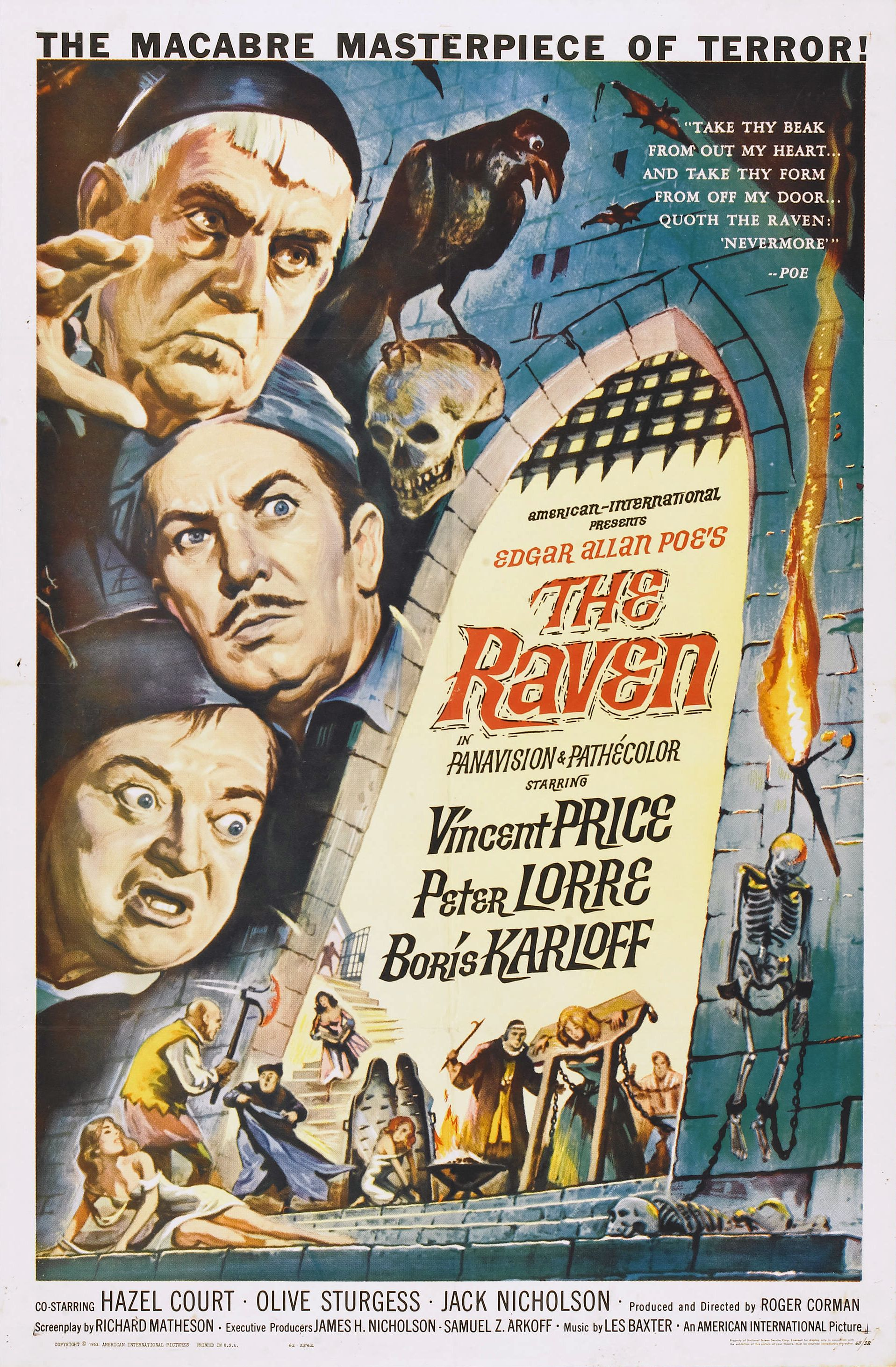
Plakat filmu Kruk (1963) w reżyserii Rogera Cormana.

Do popularnych podwójnych seansów należały również m.in.: Zdumiewająco kolosalny człowiek (1957) wraz z brytyjskim Cat Girl (1957) oraz Pogrom Frankensteina (1957) z Blood of Dracula (1957; w Wielkiej Brytanii jako Blood Is My Heritage).
Wśród innych produkcji AIP puszczanych na podwójnych seansach w latach 50. znalazły się:
- The Astounding She-Monster (1957) i The Saga of the Viking Women and Their Voyage to the Waters of the Great Sea Serpent (1957),
- Terror from the Year 5000 (1958; znany także jako Cage of Doom) i The Screaming Skull (1958),
- Teenage Cave Man (1958; znany również jako Out of the Darkness) i How to Make a Monster (1958),
- Atak ludzi lalek  (1958) i War of the Colossal Beast (1958; znany również jako Revenge of the Colossal Man),
- Night of the Blood Beast (1958) i She Gods of Shark Reef (1958),
- The Brain Eaters (1958) i Ziemia przeciw pająkowi (1958),
- Atak gigantycznych pijawek (1959) i komediowy horror Wiadro krwi (1959).

Filmy AIP, często tworzone niskim kosztem, zdobyły status kultowych dzięki swojej kreatywności i unikalnemu stylowi, łączącemu surrealistyczną grozę z absurdalnym humorem.

### Lata 60.
Lata 60. rozpoczęły się od podwójnych seansów filmowych, w których zestawiano takie filmy jak Zdumiewająco przezroczysty człowiek (1960) z Poza barierą czasu (1960). Złą czerwoną planetę (1960) wyświetlano wraz z brytyjskim horrorem Circus of Horrors (1960), opowiadającym o zdyskredytowanym chirurgu plastycznym, który przejmuje cyrk, upiększa jego artystów, lecz zabija ich, gdy próbują odejść. Władcę świata (1961) łączono z Konga (1961), a The Phantom Planet (1961) z włoskim Assignment Outer Space (1961). Battle Beyond the Sun (1963) to radykalna przeróbka rosyjskiego filmu Kosmos wzywa (1959), dokonana przez Francisa Forda Coppolę (pod pseudonimem Thomas Colchart). Film ten zestawiono z Nocny przypływ (1961), opowieścią o tajemniczej syrenie. Invasion of the Star Creatures (1962) był pokazywany z Mózg, który nie może umrzeć (1962). Ten ostatni opowiada o chirurgu, który chce przeszczepić głowę swojej zdekapitowanej narzeczonej na ciało innej kobiety.
Znaczącą serią filmów AIP były tzw. Roger Corman’s Poe Cycle, czyli 8 wyreżyserowanych przez Rogera Cormana produkcji bazujących na prozie Edgara Allana Poego. Były to: 
- Zagłada domu Usherów (1960)
- Studnia i wahadło (1961)
- Opowieści niesamowite (1962)
- Przedwczesny pogrzeb (1962)
- Kruk (1963)
- Nawiedzony pałac (1963; tytuł był zaczerpnięty z poematu Edgara Allana Poego, fabułę oparto natomiast na powieści H.P. Lovecrafta Przypadek Charlesa Dextera Warda)
- Maska Czerwonego Moru (1964)
- Grobowiec Ligei (1964)[13][14]

W tym okresie podwójne seanse stawały się coraz rzadsze. Reptilicus (1962) był duńskim filmem, który AIP znacząco przerobiło. X – człowiek, który widział więcej (1963) łączono z horrorem Obłęd (1963). The Time Travelers (1964) wyświetlano w duecie z japońskim Atragon (1963). Voyage to the End of the Universe (1964) było przeróbką czeskiego Ikaria XB 1 (1963) z innym zakończeniem. The Eye Creatures (1965) było telewizyjnym remakiem Invasion of the Saucer Men (1957). Kolejne filmy, jakie powstały to m.in. Zatopione miasto (1965) oraz Podróż na prastarą planetę (1965), telewizyjna wersja rosyjskiego Planeta Burz (1962), uzupełniona o nowe sceny.

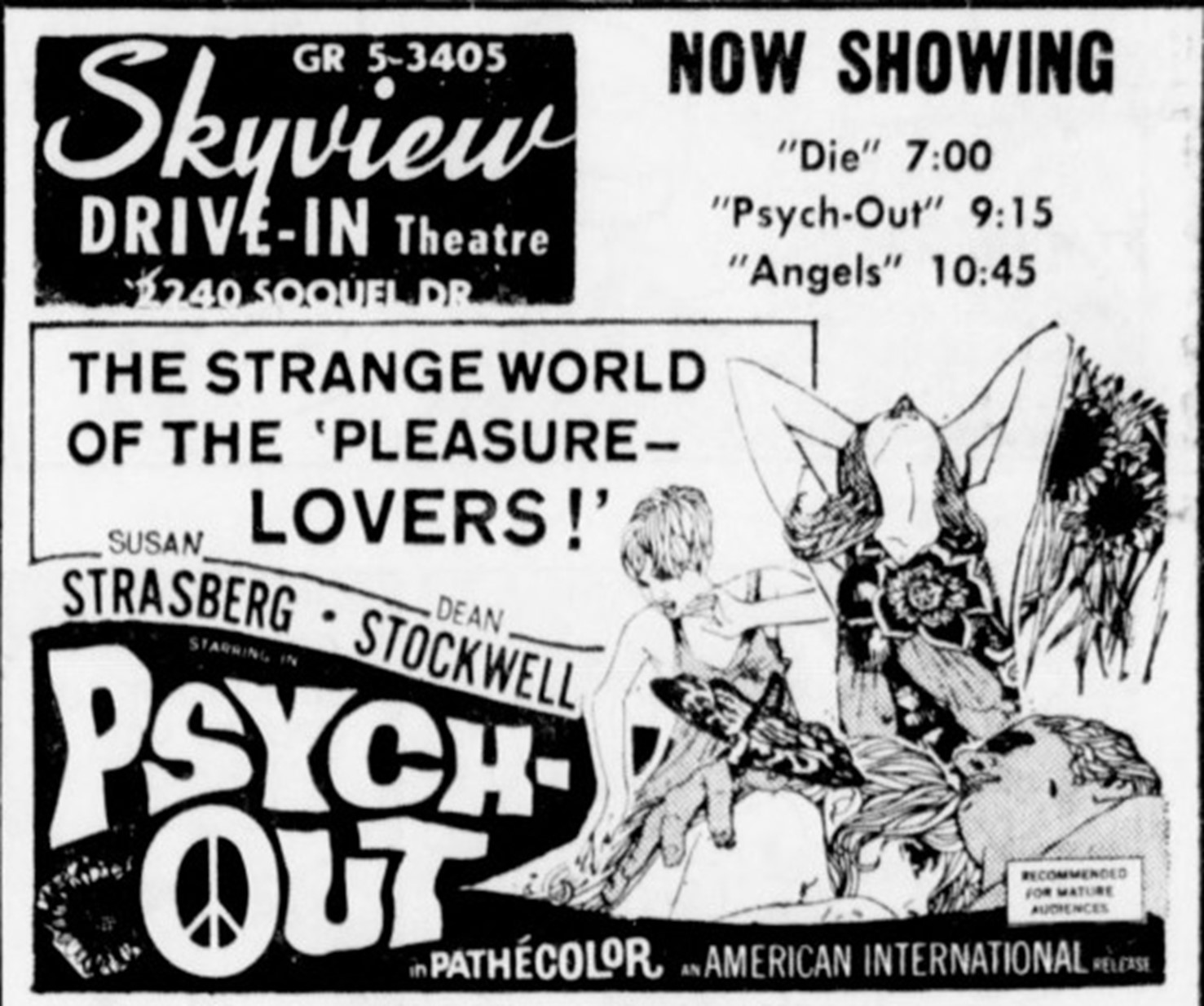
Plakat filmu Dzieci miłości (1968) używany w kinach samochodowych.

Planeta wampirów (1965) wyświetlano w duecie z brytyjskim Giń Stworze, Giń (1965), opartym na opowiadaniu H.P. Lovecrafta Kolor z przestworzy. W tym samym roku nakręcono również Dr. Goldfoot and the Bikini Machine (1965), a rok później kontynuację Dr. Goldfoot and the Girl Bombs (1966). W 1966 powstały dwa filmy telewizyjne: Zontar, the Thing from Venus oraz Curse of the Swamp Creature, a także kinowa Królowa krwi (1966), będąca amerykańską wersją radzieckiego A Dream Come True (1963). 1967 przyniósł Mars Needs Women, In the Year 2889 (remake Dzień końca świata z 1955) oraz Creature of Destruction (remake The She Creature z 1956). W 1968  AIP ponownie wykorzystało materiały z Planety Burz, tworząc Podróż na planetę prehistorycznych kobiet. W 1969 wypuszczono horror It's Alive!.
Sceny psychodeliczne i hipisowskie z późnych lat 60. zostały również wykorzystane w takich filmach jak Podróż (1967), w którym występował także Peter Fonda, Riot on Sunset Strip (1967), Wild in the Streets (1968), Maryjane (1968), Dzieci miłości (1968) z Jackiem Nicholsonem czy Gaz-z-z (1970). Produkcje te odniosły wielki sukces.

### Lata 70.
Lata 70. rozpoczęły się od Krzycz póki możesz (1970) oraz Horror w Dunwich (1970), bazującego na opowiadaniu H.P. Lovecrafta. W 1971 premierę miał The Incredible 2-Headed Transplant, w którym naukowiec przeszczepia głowę seryjnego mordercy na ciało upośledzonego mężczyzny. Kolejne filmy to Żaby (1972), The Thing with Two Heads (1972), Ludzie-nietoperze (1974) oraz Ląd, o którym zapomniał czas (1974). W 1976 pojawiły się The Pokarm bogów i Maskarna, opowiadający o zmutowanych robakach atakujących ludzi. Następnie powstały We wnętrzu Ziemi (1976), Świat przyszłości (1976), Imperium mrówek (1977), Ludzie, o których zapomniał czas (1977) oraz Wyspa doktora Moreau (1977). W 1979 ukazały się m.in. Horror Amityville, C.H.O.M.P.S. i Meteor, który okazał się finansową katastrofą.
Filmy produkowane przez American International Pictures (AIP) są często klasyfikowane jako przykłady kina eksploatacji. Część z nich zyskała uznanie ze względu na interesujące rozwiązania fabularne i stylistyczne, inne stały się popularne jako produkcje z kategorii „tak złe, że aż dobre”, a niektóre spotkały się z mniej entuzjastycznym odbiorem. Charakterystycznym elementem strategii promocyjnej AIP były wyraziste plakaty, chwytliwe tytuły i sugestywne slogany reklamowe, które przyciągały widzów. Filmy te, oglądane w określonym kontekście kulturowym lub nostalgicznym nastroju, zyskały status kultowych. Do najbardziej cenionych produkcji AIP należą m.in. Zagłada domu Usherów (1960), Maska czerwonego moru (1964), X – człowiek, który widział więcej (1963) oraz Grobowiec Ligei (1964). Wśród późniejszych tytułów wyróżniają się Żaby (1972) i Maskarna (1976).

### Lata 80.
W 1979 AIP zostało sprzedane Filmways za 30 milionów dolarów i stało się jego spółką zależną, przemianowaną w 1980 na Filmways Pictures. W 1982 Filmways zostało przejęte przez Orion Pictures, a następnie przemianowane na Orion Pictures Corporation, jednak zachowało dział dystrybucji. Dzięki temu Orion mógł utworzyć własną sieć dystrybucji po wcześniejszym korzystaniu z usług Warner Bros. Obecnie większość biblioteki AIP należy do Amazon MGM Studios (za pośrednictwem Orion Pictures). Nazwa American International pozostaje zarejestrowanym znakiem towarowym, którego właścicielem jest jednostka Orion Pictures w ramach Amazon MGM Studios.
W 1980 pod szyldem AIP ukazały się jeszcze filmy Wyzwanie w reżyserii Johna Flynna, Gorp w reżyserii Josepha Rubena oraz Sprawa wagi państwowej w reżyserii George'a Bloomfielda. Już jako Filmways Pictures wypuszczono w tym samym roku Jak zmniejszyć wysokie koszty życia w reżyserii Roberta Scheerera oraz W przebraniu mordercy w reżyserii Briana De Palmy. Ostatnią produkcją Filmways Pictures był Underground Aces z 1981 w reżyserii Roberta Butlera.